# Bajmok
Bajmok  (cyr. Бајмок) – wieś w Serbii, w Wojwodinie, w okręgu północnobackim, w mieście Subotica. W 2011 roku liczyła 7414 mieszkańców.